# Йевница
Йевница (на словенски: Jevnica) е село в Словения, Средна Словения, община Лития. Според Националната статистическа служба на Република Словения през 2015 г. селото има 395 жители.